# Francine Landry
Francine Landry est une femme politique canadienne. Elle représente la circonscription de Madawaska-les-Lacs-Edmundston à l'Assemblée législative du Nouveau-Brunswick depuis l'élection provinciale de 2014. Elle est membre du caucus libéral.
Le 7 octobre 2014, elle fait son entrée au Conseil exécutif à titre de ministre de l’Éducation postsecondaire, de la Formation et du Travail et ministre responsable de la Francophonie. Lors du remaniement ministériel du 6 juin 2016, elle passe de l’Éducation au Développement économique et devient ministre responsable d'Opportunités Nouveau-Brunswick.
Elle est réélue dans Madawaska-les-Lacs-Edmundston lors de l'élection provinciale de 2018, lors de l'élection provinciale de 2020 et lors de l'élection provinciale de 2024.

## Biographie
Francine Landry est née à Saint-Hilaire, au Nouveau-Brunswick.
Elle est titulaire d'un baccalauréat en administration de l’Université de Moncton, d'un certificat en développement économique de l’Université du Québec et d'un diplôme en technique des affaires du Collège communautaire du Nouveau-Brunswick.